# Џудит Орлов
Џудит Орлов (Филаделфија, 25. јун 1951) је амерички психијатар и аутор пет књига.

## Младост и образовање
Орлов је рођена у Филаделфији, као ћерка лекара. Одрасла је у Беверли Хилсу, где је касније изјавила да је као дете имала снажну интуицију. У њеној породици има пуно лекара. Орлов је стекла диплому доктора медицине (MD) на Универзитету Јужне Калифорније 1979. године. Стажирала је у болници Водсворт у Лос Анђелесу 1980. године и психијатријску специјализацију на Неуропсихијатријском институту од 1979. до 1980. године.

## Каријера
Орлов је била запослена у многим болницама у области Лос Анђелеса. Отворила је приватну ординацију у Лос Анђелесу 1983. године. Учествовала је у пројектима „интуитивног истраживања“ са Институтом ноетичких наука и члан је америчког психијатријског удружења и психијатријског друштва Јужне Калифорније. Орлов је асистент професора психијатрије на Универзитету у Лос Анђелесу и води радионице о односима између медицине, интуиције и духовности.
Ауторка је пет књига. Њена књига Емоционална слобода из 2009. је бестселер Њујорк Тајмса који је преведен на 15 језика.

## Књиге
- Second Sight. Warner Books. 1996.[3]
- Dr. Judith Orloff's Guide to Intuitive Healing. Three Rivers Press. 2001.
- Positive Energy: 10 Extraordinary Prescriptions for Transforming Fatigue, Stress, and Fear into Vibrance, Strength, and Love. Three Rivers Press. 2005.
- Emotional Freedom: Liberate Yourself from Negative Emotions and Transform Your Life. Random House. 2009.
- The Power of Surrender: Let Go and Energize Your Relationships, Success, and Well-Being. Harmony Books. 2015.
- The Empath's Survival Guide. Sounds True. 2017.